# Servantes de Marie d'Anglet
Les servantes de Marie d'Anglet (en latin : Instituti Famularum Mariae) forment une congrégation religieuse féminine enseignante et hospitalière de droit pontifical. 

## Histoire
Le 11 juin 1836, l'abbé Louis-Édouard Cestac (1801-1868), vicaire de la cathédrale de Bayonne, fonde un foyer pour orphelines. Il est aidé par des femmes bénévoles dont sa sœur Élise Cestac. Il crée ensuite une œuvre à l'attention des femmes qui veulent quitter la prostitution ; pour cette mission, il demande l'aide de Gracieuse Bodin (1816-1882). La communauté s'installe à la maison de Notre-Dame du Refuge le 9 juin 1839.
Le 6 janvier 1842, les douze premières servantes de Marie prononcent leur vœux dont Gracieuse Bodin qui est nommée supérieure sous le nom de Mère Marie-Françoise De Paule. Pour répondre à la demande d'anciennes prostituées et de certaines religieuses, il fonde en 1846 les Solitaires de Saint-Bernard vouées à la vie contemplative.
La reconnaissance civile accordée par Napoléon III le 14 décembre 1852 permet aux servantes de Marie de se propager rapidement. En 1873, la congrégation compte 165 maisons avec plus d'un millier de religieuses. Les lois anticongrégationistes françaises de 1903 provoquent la fermeture de 151 maisons et forcent les sœurs à s'exiler en Espagne, en Belgique et en Argentine où elles se  consacrent au soin des émigrés basques. Les servantes de Marie œuvrent pour les missions en 1949 aux côtés des prêtres du Sacré-Cœur de Jésus.
L'institut obtient le décret de louange le 16 mai 1870 et l'approbation définitive le 2 novembre 1911.

## Fusion
- 1972 : Les sœurs de sainte Agnès d'Arras. Le 19 mars 1636, Jeanne Biscot (1601-1664) et quelques compagnes ouvrent une maison à Arras pour les orphelines. Elles déménagent ensuite dans une maison plus grande, appelée sainte Agnès, donnée par l'abbaye Saint-Vaast. Elles doivent élever, instruire et apprendre à travailler aux orphelines, en particulier la dentelle. Elles ont également une école pour les filles du quartier. Jeanne Biscot obtient les lettres patentes en janvier 1646 par l'entremise de saint Vincent de Paul. Les sœurs sont dispersées lors de la révolution française. Le maire d'Arras les fait revenir en 1800 ; Napoléon Ier approuve les statuts de la congrégation le 14 mai 1810[5]. La congrégation fusionne avec les Servantes de Marie le 16 avril 1972[6].

## Activités et diffusion
Les sœurs se consacrent à l'enseignement et au soin des malades.
Elles sont présentes en : 
- Europe : France, Espagne ;
- Amérique : Argentine, Uruguay ;
- Afrique : Côte-d'Ivoire ;
- Asie : Inde.

La maison-mère est à Anglet. 
En 2017, la congrégation comptait 236 sœurs dans 33 maisons.